# 許其光
许其光（1827年—？），字懋昭、一字耀斗，号叔文、一号涑文。广东番禺人。清朝政治人物。进士及第。

## 生平
许其光道光二十六年（1846年）中举人，道光三十年（1850年）中式庚戌科陆增祥榜一甲第二名进士（榜眼），授翰林院编修。不久因丁忧回乡，咸丰二年（1852年）六月出任湖北乡试副考官，次年再任。累迁御史，曾任顺天乡试同考官、清河道、翰林院侍讲、广西思恩府知府、左江兵备道、福建道监察御史、四川京畿道、工科给事中等职。

## 家族
祖籍浙江仁和（今属杭州市），因先世在广东做幕府，故落籍当地。